# Manzanal de los Infantes
Manzanal de los Infantes ist ein nordwestspanischer Ort und eine Gemeinde (municipio) mit nur noch 135 Einwohnern (Stand: 2024) im Süden der Provinz Zamora in der Autonomen Gemeinschaft Kastilien-León. Zur Gemeinde gehören neben dem namensgebenden Hauptort Manzanal de los Infantes die Ortschaften Donadillo, Dornillas, Lanseros, Otero de Centensos und Sejas de Sanabria.

## Lage und Klima
Manzanal de los Infantes liegt am westlichen Rand der Kastilischen Hochebene (Meseta Iberica) in einer Höhe von ca. 910 m. Die Provinzhauptstadt Zamora ist gut 75 km (Fahrtstrecke) in südsüdöstlicher Richtung entfernt. Das gemäßigte Kontinentalklima wird nur selten vom Atlantik beeinflusst.

## Bevölkerungsentwicklung
| Jahr      | 1970 | 1981 | 1991 | 2001 | 2011 | 2021 |
| Einwohner | 536  | 286  | 227  | 188  | 143  | 125  |

## Sehenswürdigkeiten
- Antonlinuskirche in Otero de Centesos

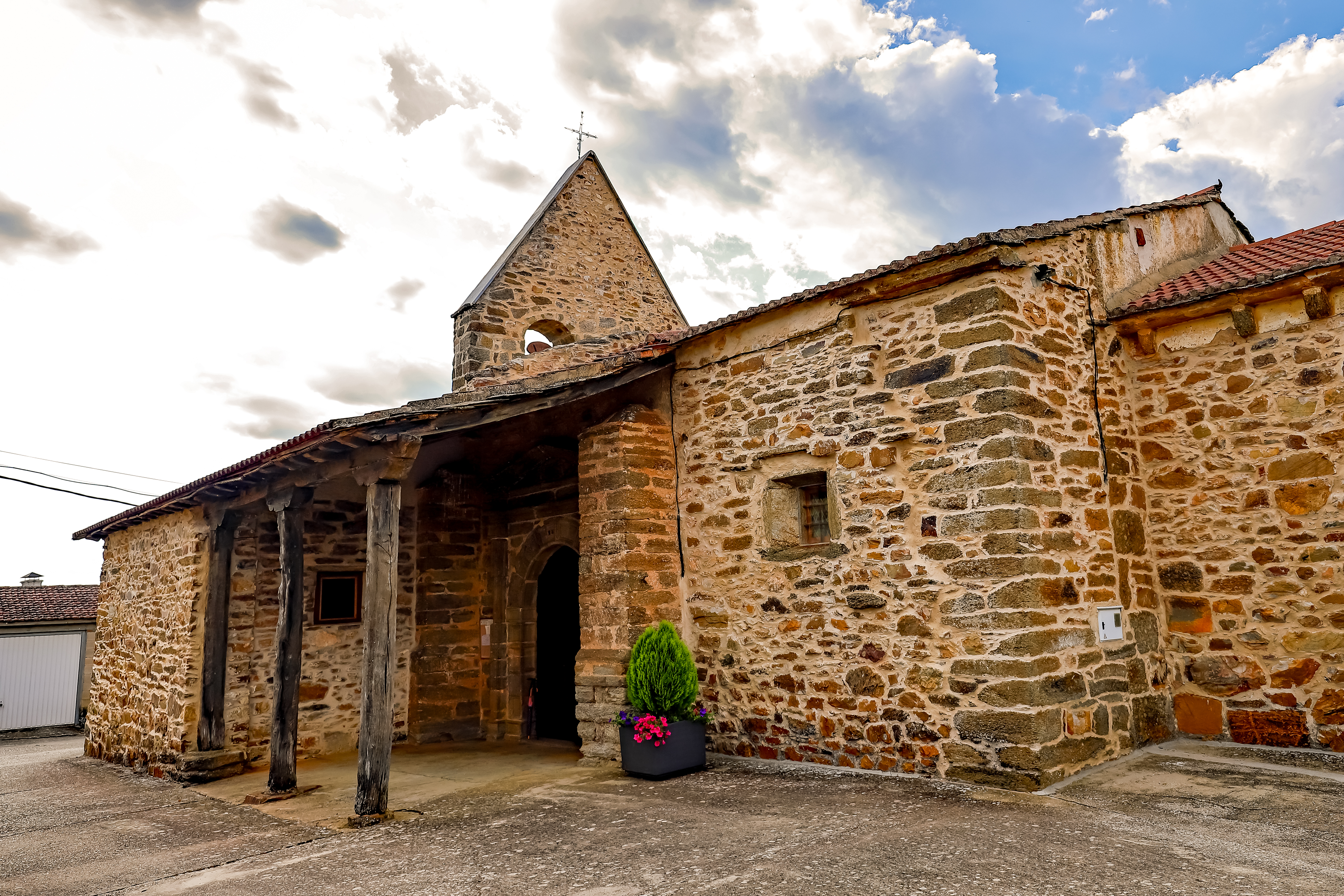
Jakobuskirche
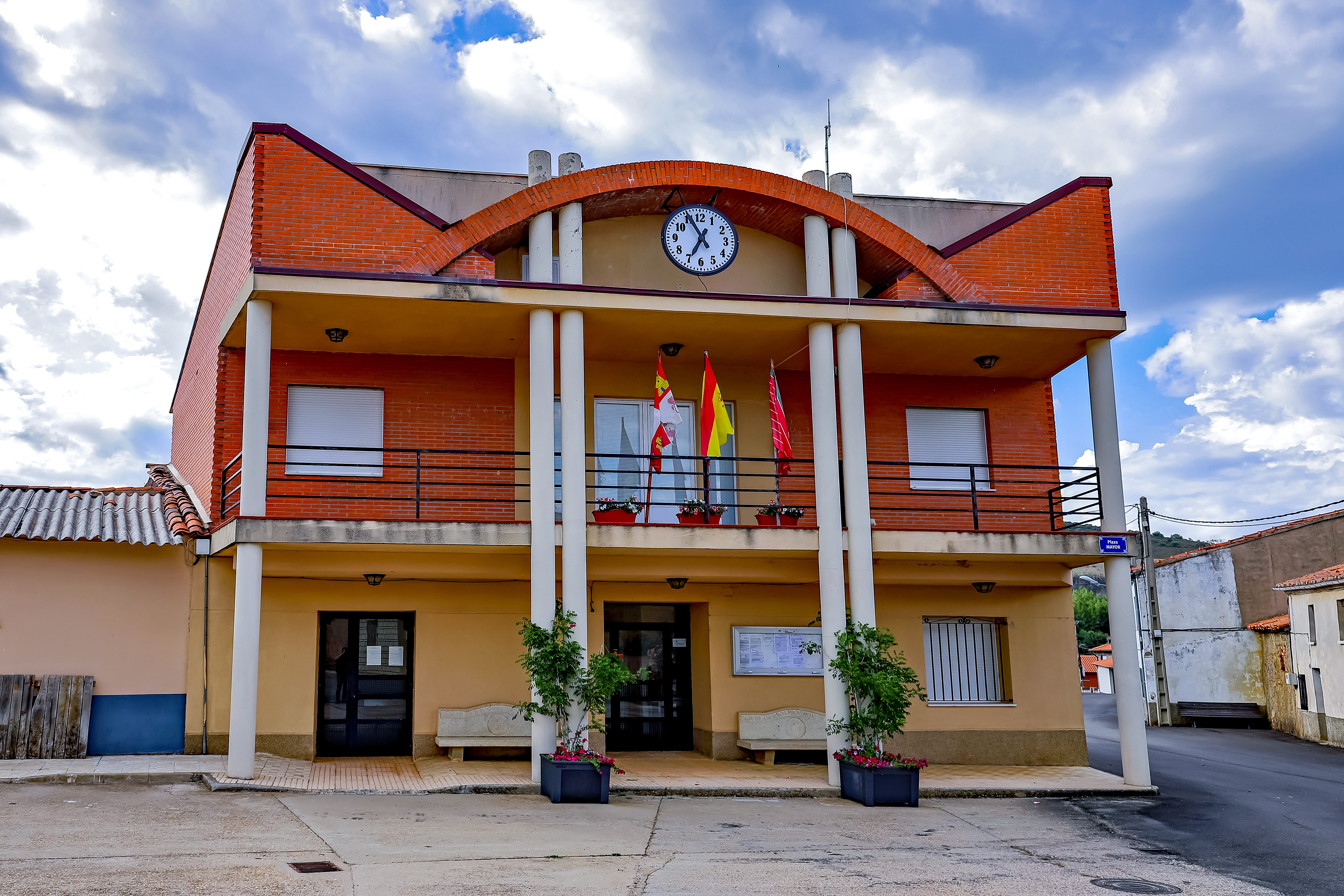
Rathaus